# Драйгайде
Драйгайде (нім. Dreiheide) — громада в Німеччині, розташована в землі Саксонія. Входить до складу району Північна Саксонія. Складова частина об'єднання громад Торгау.
Громада утворилася внаслідок саксонської муніципальної реформи 1994 року з трьох незалежних населених пунктів: Гроссвіг (нім. Großwig), Шюптіц (нім. Süptitz) та Вейденгайн (нім. Weidenhain).
Площа — 33,53 км2. Населення становить 2118 ос. (станом на 31 грудня 2020).

## Галерея

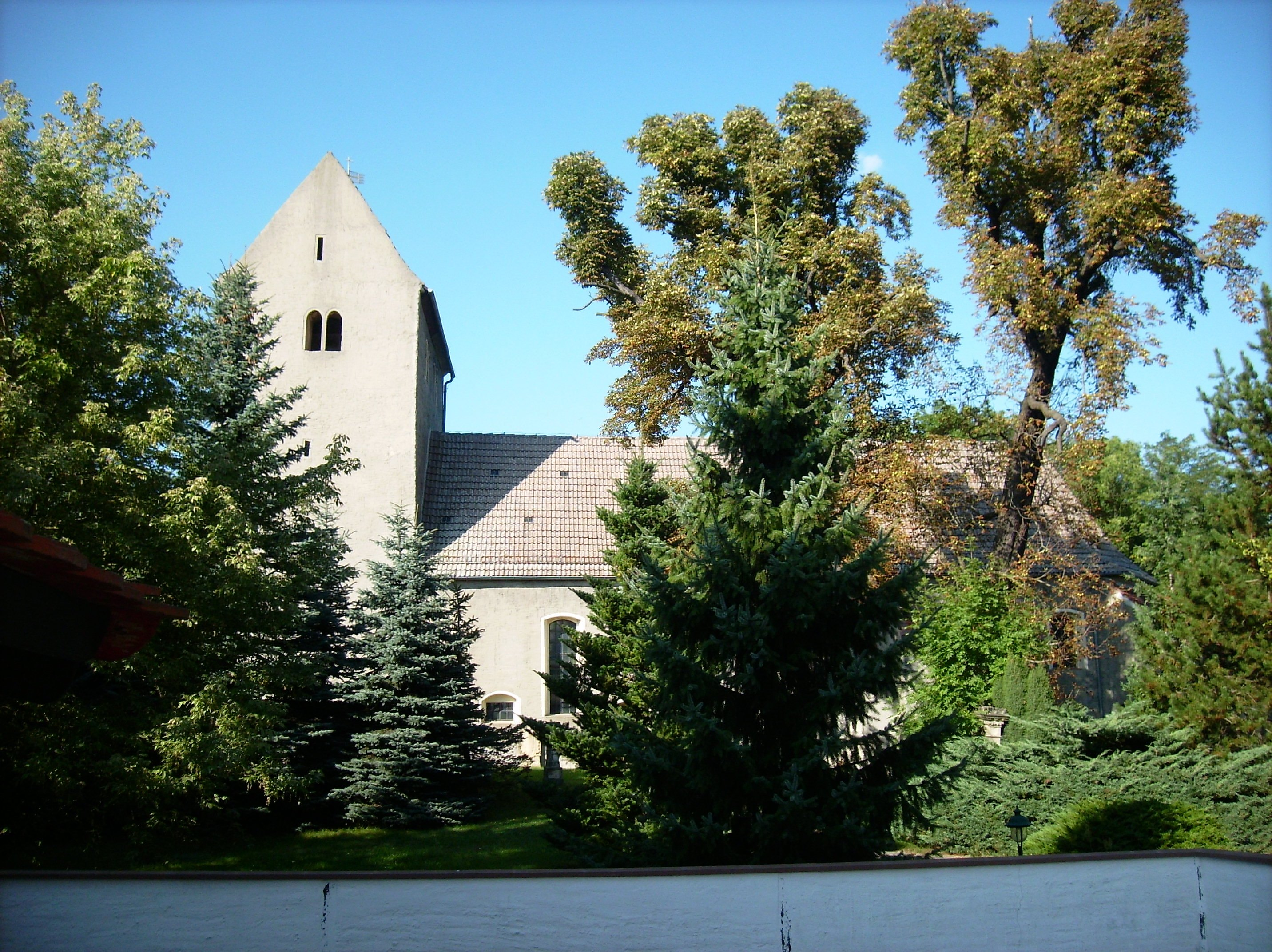